# Klein Orkest
A Klein Orkest egy holland popzenekar, mely 1978-ban alakult és 1985-ben oszlott fel.

## Tagjai
- Harrie Jekkers – gitár és ének
- Niek Nieuwenhuijsen – dob és ének
- Chris Prins – basszusgitár
- Leon Smit – orgona és ének

## Lemezeik

### Nagylemezek
- Het leed versierd (1982)
- Koos Werkeloos (1983)
- Later is allang begonnen (1984)
- Over de muur (1984)
- Roltrap naar de maan (1985)
- Het beste van Klein Orkest (1987)
- Alles (1996)

### Kislemezek
- Over 100 jaar / Paarse overall (1982)
- Laat mij maar alleen / Het leed versierd (1982)
- Koos Werkeloos / De laarzen (1983)
- Over de muur / Achter elke deur (1984)